# Aymée Martínez
Aymée Martínez (Aymée Martínez Viart; * 17. November 1988 in Pinar del Río) ist eine kubanische Sprinterin, die sich auf den 400-Meter-Lauf spezialisiert hat.
2007 siegte sie bei den Panamerikanischen Spielen in Rio de Janeiro mit der kubanischen Mannschaft in der 4-mal-400-Meter-Staffel. Bei den Weltmeisterschaften in Osaka erreichte sie im Einzelbewerb das Halbfinale und kam mit der kubanischen Stafette auf den siebten Platz.
2011 scheiterte sie bei den Weltmeisterschaften in Daegu über 400 Meter im Vorlauf. Bei den Panamerikanischen Spielen in Guadalajara wurde sie Vierte im Einzelbewerb und verteidigte mit der kubanischen Stafette den Titel.
Bei den Olympischen Spielen 2012 in London schied sie mit der kubanischen Stafette in der ersten Runde aus.

## Persönliche Bestzeiten
- 200 m: 22,99 s, 17. Juli 2005, Marrakesch
- 400 m: 51,74 s, 26. August 2007, Osaka